# Stenökenlärka
Stenökenlärka (Ammomanes deserti) är en fågel i familjen lärkor inom ordningen tättingar.

## Kännetecken

### Utseende
Stenökenlärkan är en 15-16,5 centimeter lång sandfärgad och rätt kraftig lärka. Den är lik sandökenlärkan men skiljs framför allt på annorlunda näbb (lång, grov och gulbrun med mörk rygg och spets jämfört med sandökenlärkans lilla skäraktiga) samt att det svarta på stjärtspetsen är bredare och mindre distinkt. Vidare är den tydligare streckad på bröstet och har något längre handpenneprojektion. 
Könen är lika, men variationen i grundfärgen mellan de många underarterna (se nedan) är stor, mestadels en anpassning till miljön: mer sandfärgade i sandiga områden, gråare i klippigare områden och mycket mörk i basaltöknar.

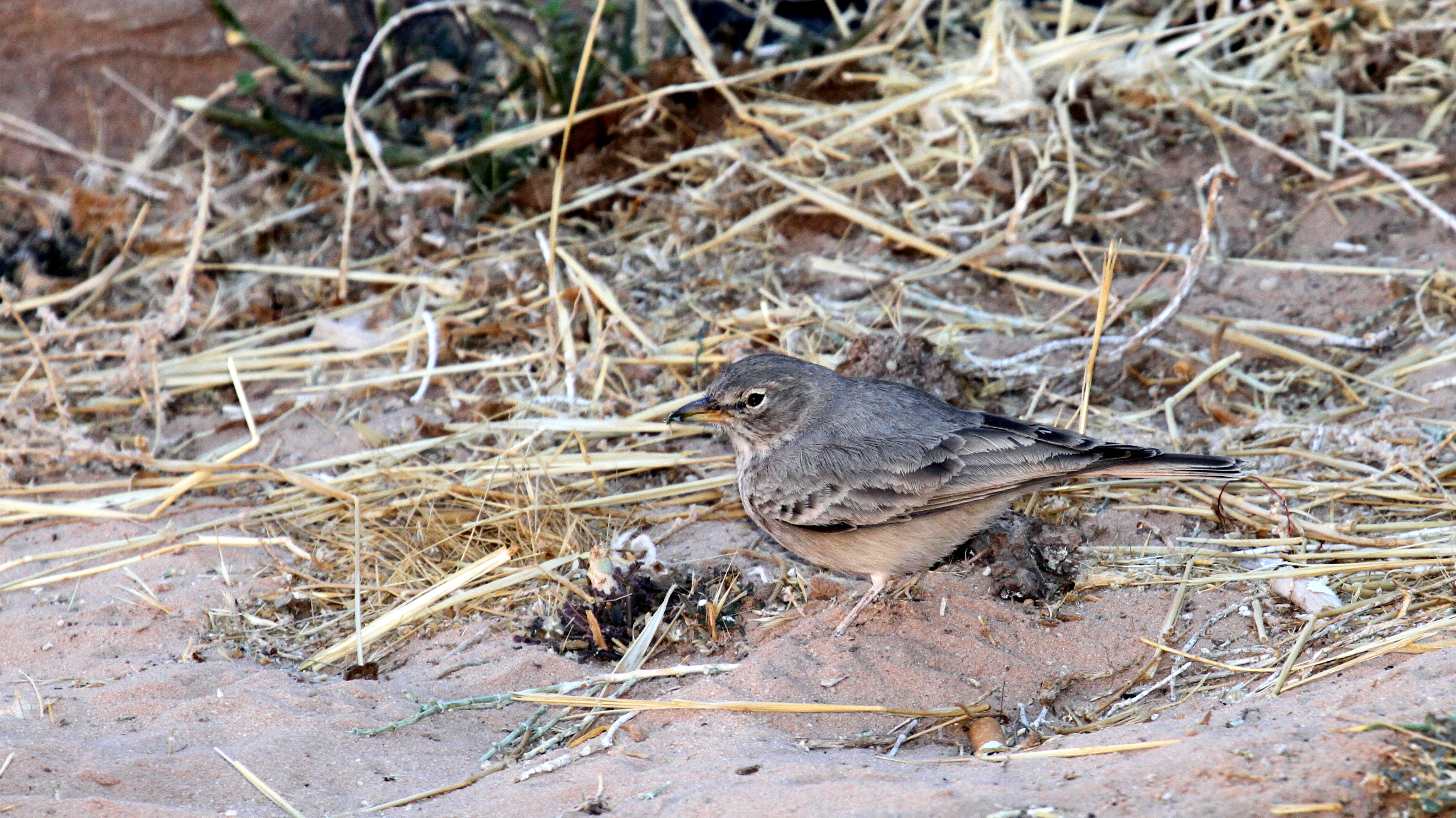
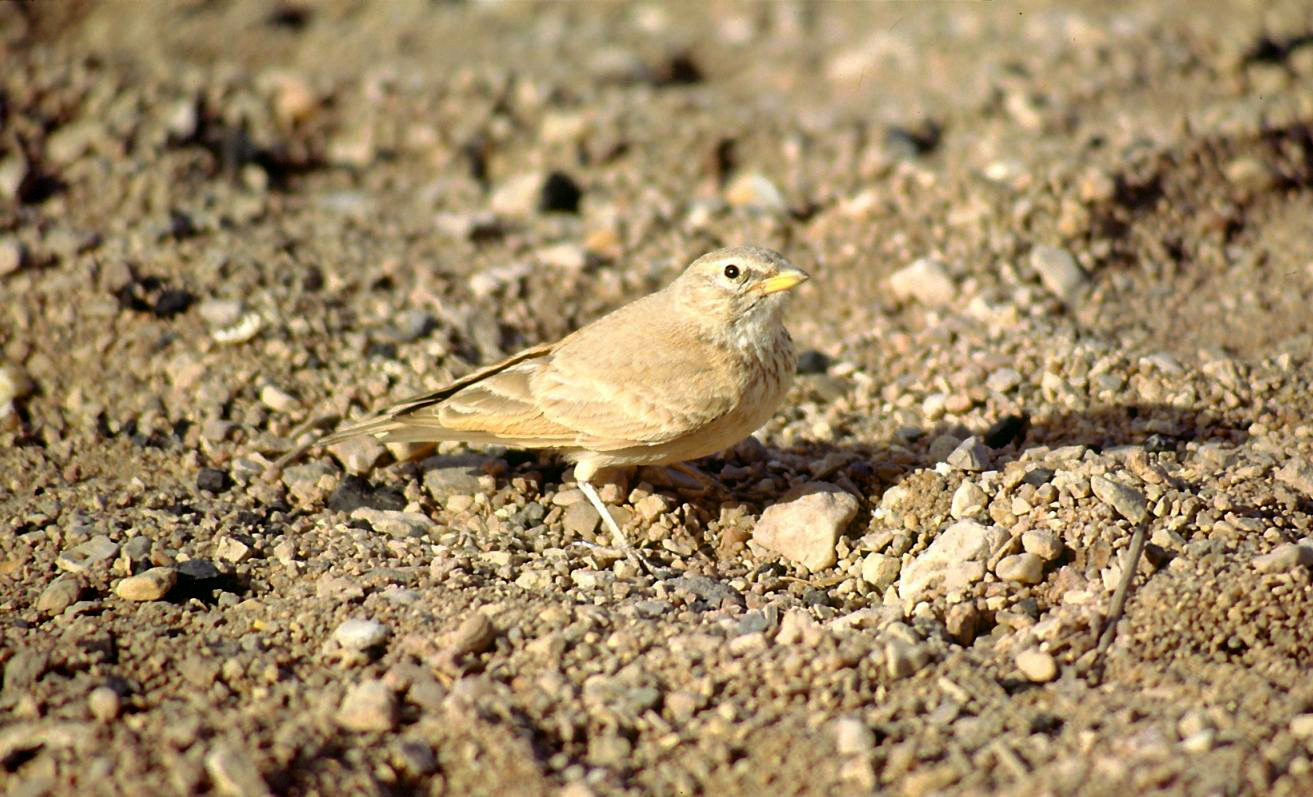
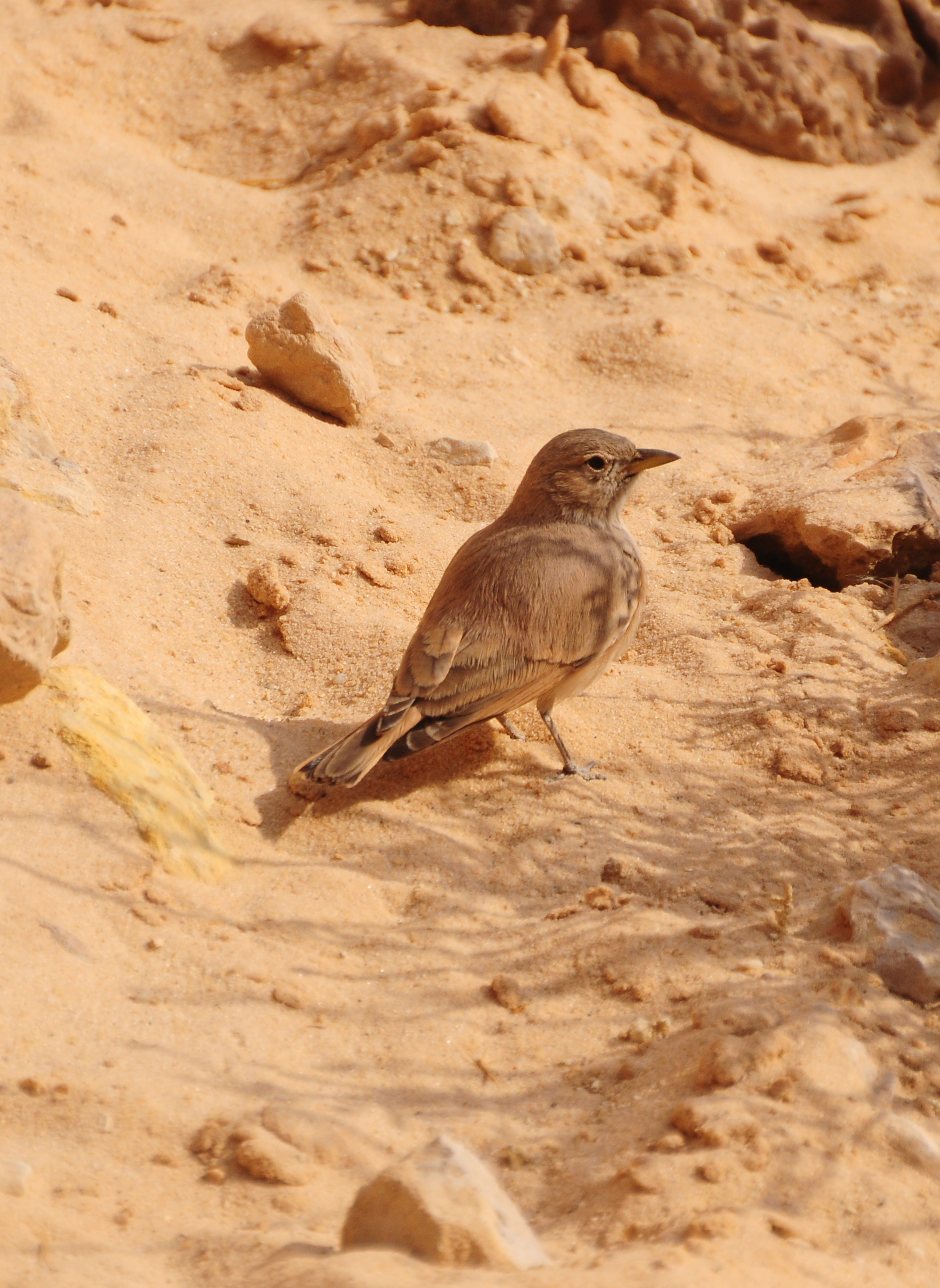

### Läten
Stenökenlärkan är mest tyst, med korta rullande eller visslande lockläten. Sången som oftast utförs i en bågig sångflykt är en ljudlig, mörkröstad och något vemodig upprepad strof med tre till sex stavelser, exempelvis tjy-vi-tjutju, vuy.

## Utbredning och systematik
Stenökenlärka har en vid utbredning från Mauretanien och Marocko till Indien. Arten delas in i hela 22 underarter med följande utbredning:
- Ammomanes deserti payni – Marocko söder om Atlasbergen och näraliggande sydvästra Algeriet
- Ammomanes deserti algeriensis – norra Algeriet, Tunisien och nordvästra Libyen
- Ammomanes deserti mya – centrala algeriska Sahara (mellan 27° N och 30° N)
- Ammomanes deserti geyri – Mauretanien till södra Algeriet och nordvästra Niger (Air Massif)
- Ammomanes deserti whitakeri – sydöstra Algeriet, sydvästra Libyen och nordvästra Tchad (Tibesti)
- Ammomanes deserti kollmanspergeri – nordöstra Tchad (Ennedi) och västra Sudan (Darfur)
- Ammomanes deserti isabellina – norra Egypten väster om Nildalen österut till Israel, Jordanien, Syrien, södra Turkiet (Birecik), nordvästra Saudiarabien och Irak väster om floden Tigris
- Ammomanes deserti deserti – östra Egypten (öster om Nilen till Röda havet) söder till Sudan
- Ammomanes deserti erythrochroa – västra Tchad (N'Djamena) till norra Sudan (Dongola till Kordofan)
- Ammomanes deserti samharensis – längs Röda havets kust i östra Sudan, Eritrea och Arabiska halvön (i söder till norra Jemen)
- Ammomanes deserti assabensis – södra Eritrea, Etiopien och nordvästra Somalia
- Ammomanes deserti akeleyi – högländerna i norra Somalia
- Ammomanes deserti annae – svarta lavaöknar i Jordanien (al-Azraq) och längst ner i södra Syrien
- Ammomanes deserti azizi – nordöstra Saudiarabien (al-Hufuf-området)
- Ammomanes deserti saturata – svarta lavaöknar i södra Arabiska halvön (norra Hijaz till Aden)
- Ammomanes deserti insularis – Bahrain (Persiska viken)
- Ammomanes deserti taimuri – Oman (Muskat)
- Ammomanes deserti cheesmani – Irak (öster om floden Tigris) till västra Iran (väster om Zagrosbergen till Persiska viken
- Ammomanes deserti parvirostris – västra Turkmenistan (Kara-Bogaz-Gol till Kopet Dagh och Atrak)
- Ammomanes deserti orientalis – nordöstra Iran, Turkestan och norra Afghanistan
- Ammomanes deserti iranica – centrala, södra och östra Iran inklusive södra Zagrosbergen österut till sydvästra Afghanistan och västra Pakistan (Baluchistan)
- Ammomanes deserti phoenicuroides – sydöstra Afghanistan, östra Pakistan och nordvästra Indien (västligaste Rajasthan)

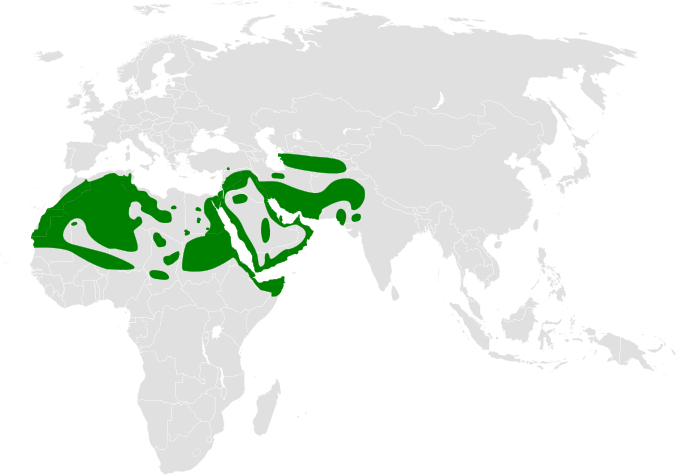
Stenökenlärkans världsutbredning.

Fågeln är en mycket sällsynt gäst i Europa, endast sedd på Cypern.

## Levnadssätt
Stenökenlärkan återfinns som namnet avslöjar i karg, klippig och ofta ökenartad terräng, i bergssluttningar eller brant bergsöken men inte i platt och sandig öken. Den är rätt diskret i sina vanor men oskygg och uppträder en och en eller i små grupper.
Arten häckar på marken i skydd av en grästuva eller en sten. Den lägger ett till tre ägg, i januari-februari i norr och mars-april i söder, i en grunt uppskrapad grop fodrad med växtlighet och omringad av småsten. Fågeln lever av frön och insekter, det senare framför allt under häckningstid.

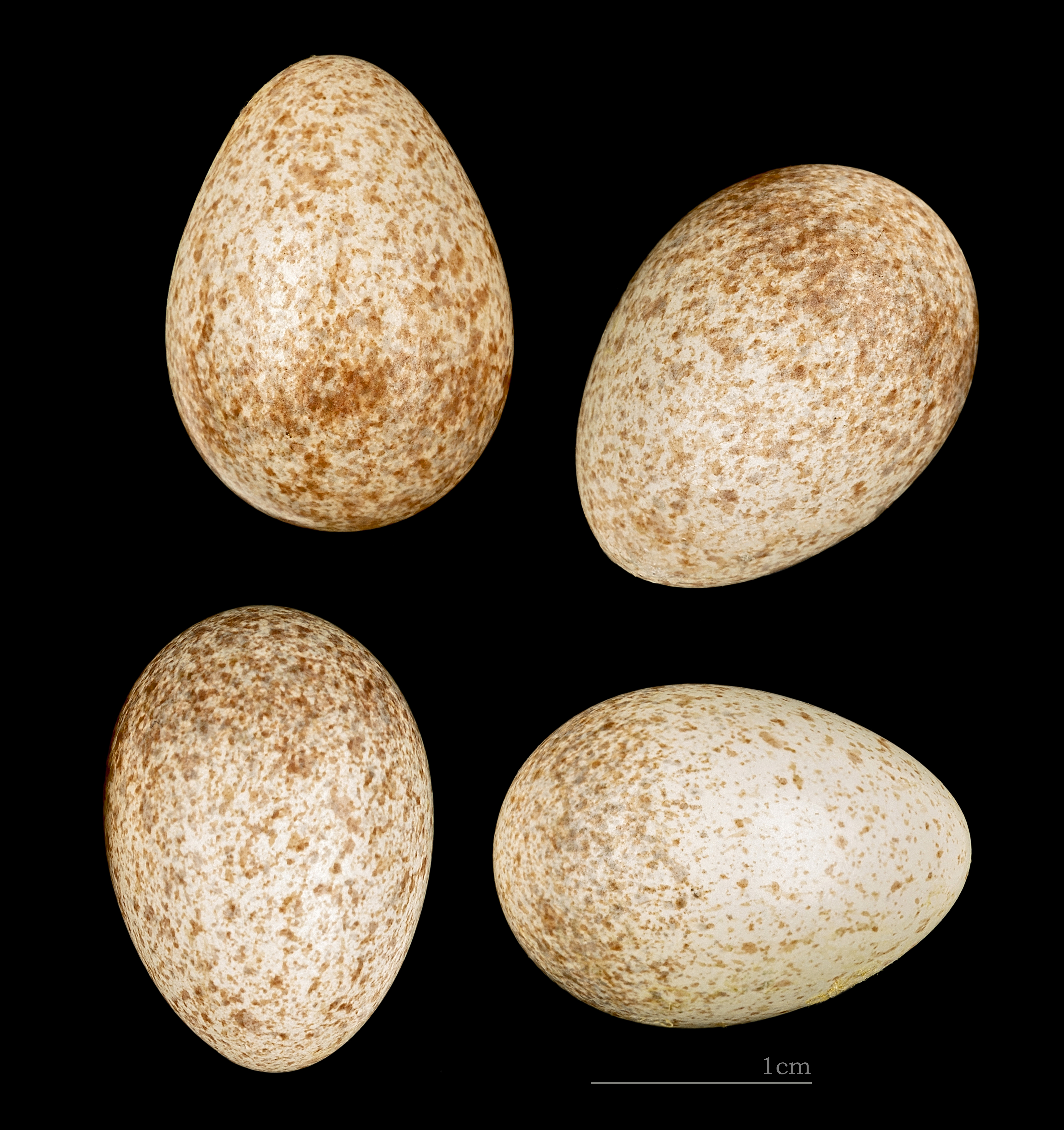
Stenökenlärkans ägg.

## Status och hot
Arten har ett stort utbredningsområde och en stor population, och tros öka i antal. Utifrån dessa kriterier kategoriserar internationella naturvårdsunionen IUCN arten som livskraftig (LC).